# Brasiliothelphusa
Brasiliothelphusa is een geslacht van kreeftachtigen uit de klasse van de Malacostraca (hogere kreeftachtigen).

## Soorten
- Brasiliothelphusa dardanelosensis Magalhães & Türkay, 2010
- Brasiliothelphusa tapajoensis Magalhães & Türkay, 1986